# Bözberg
Bözberg (toponimo tedesco) è un comune svizzero di 1 571 abitanti del Canton Argovia, nel distretto di Brugg.

## Storia
Nel 1873 era stato diviso nei due nuovi comuni di Oberbözberg e Unterbözberg, ma il 1º gennaio 2013 è stato ricostituito con la fusione dei due comuni soppressi, assieme a quelli di Gallenkirch e Linn.

## Geografia antropica

### Frazioni
- Gallenkirch[2]
- Linn[3]
- Oberbözberg[4]
  - Ueberthal
- Unterbözberg[5]
  - Alt-Stalden
  - Egenwil
  - Hafen
  - Kirchbözberg
  - Neu-Stalden
  - Ursprung